# Grooming (skønhedspleje)
 Denne artikel omhandler grooming forstået som skønhedspleje. Opslagsordet har også en anden betydning, se grooming.
Grooming er især tidligere blevet brugt som en betegnelse for skønhedspleje, eksempelvis hudpleje eller fjernelse af hår. Ordet kommer fra engelsk, hvor grooming betyder "pleje", "oplæring" eller "træning". Ordet er kendt i denne betydning på dansk siden 1991. Især bruges ordet om mandlig skønhedspleje. Dagbladet Politiken berettede således i 2007, at det "ikke (hedder) skønhedspleje, når man er mand, men grooming."
Den tidligere fodboldstjerne David Beckham er ofte blevet omtalt som en trendsetter indenfor grooming for mænd.